# Brian Hodge
Brian Hodge (n. 5 octombrie 1960) este un scriitor american prolific într-un număr de genuri și subgenuri precum și un cunoscător pasionat de muzică. Locuiește în Boulder, Colorado.
Romanele lui Brian Hodge sunt adesea întunecate. Teme ca sacrificiul de sine sunt importante pentru el. Îi place să exploreze diferite tipuri de sisteme de credințe în povestirile sale.
El a fost nominalizat la numeroase premii și a câștigat International Horror Guild Award pentru cea mai bună ficțiune scurtă.

### Romane
- Mad Dogs (Cemetery Dance Publications, 2007) ISBN 1-58767-149-2
- World of Hurt (Earthling Publications, 2006) ISBN 0-9766339-7-3
- Hellboy: On Earth As It Is In Hell (Pocket Books, 2005) ISBN 1-4165-0782-5
- Wild Horses (William Morrow & Co., 1999, hardcover și Ballantine, 2000, paperback) ISBN 0-345-43810-8
- Prototype (Dell, 1996, și Delirium Books, 2007, hardcover) ISBN 0-7615-6219-2
- The Darker Saints (Dell, 1993) ISBN 0-440-21113-1
- Deathgrip (Dell, 1992, paperback și Delirium Books, 2005, hardcover) ISBN 0-440-21112-3
- Nightlife (Dell, 1991) ISBN 0-440-20754-1
- Oasis (Tor Books, 1989) ISBN 0-8125-1900-0
- Dark Advent (Pinnacle, 1988) ISBN 1-55817-088-X

### Colecții de povestiri
- Picking the Bones (Cemetery Dance Publications, 2011)
- Lies & Ugliness (Night Shade Books, 2002)
- Falling Idols (Silver Salamander, 1998)
- The Convulsion Factory (Silver Salamander, 1996)

### Traduceri în limba română
- „Cu rădăcină cu tot”,[5] în antologia Cartea ororilor realizată de Stephen Jones. Traducere în limba română de Adriana Voicu. Editura Nemira, 2013.[6]

## Participări la convenții
Brian Hodge a participat la World Horror Convention '93, '96, '99 și '00; la  Death Equinox '97, '98, '99 și '01. Brian a fost Horrific Literatist GoH la Death Equinox '97 și Veteran GoH în fiecare an după aceea.